# Tirana AS
Tirana AS – albański klub piłki nożnej kobiet z siedzibą w stolicy kraju, Tiranie.
Zespół ma na koncie jedno mistrzostwo Albanii oraz jeden triumf w Pucharze Albanii. Obydwa tytuły drużyna wywalczyła w pierwszych w historii oficjalnych edycjach tych rozgrywek, mistrzostwo kraju w 2009 roku i Puchar w sezonie 2009/2010.